# Puchar Ameryki Południowej w narciarstwie alpejskim mężczyzn 2024
Puchar Ameryki Południowej w narciarstwie alpejskim mężczyzn w sezonie 2024 – zawody rozgrywane pod patronatem Międzynarodowej Federacji Narciarskiej (FIS) latem i jesienią 2024 roku. Pierwsze zawody z cyklu odbyły się 4 sierpnia 2024 r. w argentyńskim Chapelco, natomiast ostatnie zmagania sezonu zostały rozegrane 27 września tego samego roku w chilijskim ośrodku narciarskim Corralco.
Wśród mężczyzn Pucharu Ameryki Południowej bronił Argentyńczyk Tomás Birkner de Miguel. Tym razem najlepszy okazał się jego rodak Tiziano Gravier.

## Podium zawodów
| Lp. | Data             | Miejscowość              | Konkurencja | 1. miejsce            | 2. miejsce            | 3. miejsce                        |
| --- | ---------------- | ------------------------ | ----------- | --------------------- | --------------------- | --------------------------------- |
| 1.  | 4 sierpnia 2024  | Chapelco                 | Gigant      | Gian Maria Illariuzzi | Tiziano Gravier       | Léo Monnier                       |
| 2.  | 5 sierpnia 2024  | Chapelco                 | Gigant      | Tiziano Gravier       | Adam Palmer           | Delfín van Ditmar                 |
| 3.  | 8 sierpnia 2024  | Cerro Catedral-Bariloche | Gigant      | Tiziano Gravier       | Thomas Lardon         | Jérémie Lagier                    |
| 4.  | 9 sierpnia 2024  | Cerro Catedral-Bariloche | Slalom      | Jérémie Lagier        | Adam Palmer           | Thomas Lardon                     |
| 5.  | 11 sierpnia 2024 | Cerro Catedral-Bariloche | Slalom      | Richard Leitgeb       | Jérémie Lagier        | Thomas Lardon                     |
| 6.  | 31 sierpnia 2024 | El Colorado              | Gigant      | Tiziano Gravier       | Jérémie Lagier        | Thomas Lardon                     |
| 7.  | 1 września 2024  | La Parva                 | Slalom      | Thomas Lardon         | Riccardo Allegrini    | Théo Letitre                      |
| 8.  | 4 września 2024  | La Parva                 | Zjazd       | Lukas Feurstein       | Jan Zabystřan         | Felix Rösle                       |
| 9.  | 4 września 2024  | La Parva                 | Zjazd       | Lukas Feurstein       | Wiley Maple           | Felix Rösle                       |
| 10. | 5 września 2024  | La Parva                 | Supergigant | Jan Zabystřan         | Mattia Cason          | Otmar Striedinger Tiziano Gravier |
| 11. | 5 września 2024  | La Parva                 | Supergigant | Felix Rösle           | Felix Monsén          | Miha Hrobat                       |
| 12. | 10 września 2024 | Cerro Castor             | Gigant      | Luca De Aliprandini   | Patrick Feurstein     | Fadri Janutin                     |
| 13. | 11 września 2024 | Cerro Castor             | Gigant      | Patrick Feurstein     | Alex Vinatzer         | Luca Aerni                        |
| 14. | 12 września 2024 | Cerro Castor             | Slalom      | Juan del Campo        | Victor Muffat-Jeandet | Hugo Desgrippes                   |
| 15. | 13 września 2024 | Cerro Castor             | Slalom      | Victor Muffat-Jeandet | Fabio Gstrein         | William Hansson                   |
| 16. | 25 września 2024 | Corralco                 | Zjazd       | Mattia Cason          | Enrico Giacomelli     | Wiley Maple                       |
| 17. | 26 września 2024 | Corralco                 | Zjazd       | Mattia Cason          | Tiziano Gravier       | Felix Monsén                      |
| 18. | 27 września 2024 | Corralco                 | Supergigant | Jaakko Tapanainen     | Tristan Lane          | Matej Prieložný                   |
| 19. | 27 września 2024 | Corralco                 | Supergigant | Tristan Lane          | Tiziano Gravier       | Vetle Fjellstad Fosse             |

## Klasyfikacje
| Lp. | Zawodnik              | Punkty |
| --- | --------------------- | ------ |
| 1.  | Tiziano Gravier       | 803    |
| 2.  | Thomas Lardon         | 471    |
| 3.  | Mattia Cason          | 464    |
| 4.  | Jérémie Lagier        | 378    |
| 5.  | Richard Leitgeb       | 349    |
| 6.  | Wiley Maple           | 305    |
| 7.  | Gian Maria Illariuzzi | 298    |
| 7.  | Adam Palmer           | 298    |
| 7.  | Felix Monsén          | 298    |
| 10. | Jan Zabystřan         | 280    |

| Lp. | Zawodnik             | Punkty |
| --- | -------------------- | ------ |
| 1.  | Mattia Cason         | 272    |
| 2.  | Wiley Maple          | 221    |
| 3.  | Lukas Feurstein      | 200    |
| 4.  | Felix Monsén         | 182    |
| 5.  | Tiziano Gravier      | 146    |
| 6.  | Jan Zabystřan        | 130    |
| 7.  | Felix Rösle          | 120    |
| 8.  | Maximilian Laughland | 109    |
| 9.  | Enrico Giacomelli    | 106    |
| 10. | Oscar Park           | 93     |

| Lp. | Zawodnik              | Punkty |
| --- | --------------------- | ------ |
| 1.  | Tristan Lane          | 231    |
| 2.  | Tiziano Gravier       | 200    |
| 3.  | Mattia Cason          | 192    |
| 4.  | Jan Zabystřan         | 150    |
| 5.  | Jaakko Tapanainen     | 145    |
| 6.  | Felix Rösle           | 124    |
| 7.  | Matej Prieložný       | 122    |
| 8.  | Felix Monsén          | 116    |
| 9.  | Vetle Fjellstad Fosse | 105    |
| 9.  | Otmar Striedinger     | 105    |

| Lp. | Zawodnik              | Punkty |
| --- | --------------------- | ------ |
| 1.  | Tiziano Gravier       | 404    |
| 2.  | Thomas Lardon         | 251    |
| 3.  | Gian Maria Illariuzzi | 214    |
| 4.  | Jérémie Lagier        | 184    |
| 5.  | Adam Palmer           | 184    |
| 6.  | Patrick Feurstein     | 180    |
| 7.  | Léo Monnier           | 177    |
| 8.  | Delfín van Ditmar     | 146    |
| 9.  | Mario Gramshammer     | 125    |
| 10. | Thomas Rainer         | 118    |

| Lp. | Zawodnik                | Punkty |
| --- | ----------------------- | ------ |
| 1.  | Richard Leitgeb         | 262    |
| 2.  | Thomas Lardon           | 220    |
| 3.  | Riccardo Allegrini      | 196    |
| 4.  | Jérémie Lagier          | 194    |
| 5.  | Victor Muffat-Jeandet   | 180    |
| 6.  | Diaco Abrishami         | 123    |
| 7.  | Juan del Campo          | 120    |
| 7.  | Fabio Gstrein           | 120    |
| 9.  | Adam Palmer             | 114    |
| 10. | Xavier Cornella Guitart | 98     |